# Dyscinetus questeli
Dyscinetus questeli är en skalbaggsart som beskrevs av Fortuné Chalumeau 1982. Dyscinetus questeli ingår i släktet Dyscinetus och familjen Dynastidae. Inga underarter finns listade i Catalogue of Life.